# Johannes Becker (Musiker)
Johannes Becker (* 1. September 1726 in Epterode; † 1. Juli 1804 in Kassel) war ein deutscher Organist und Kirchenmusiker. Er prägte die Kirchenmusik im Kurfürstentum Hessen.

## Leben

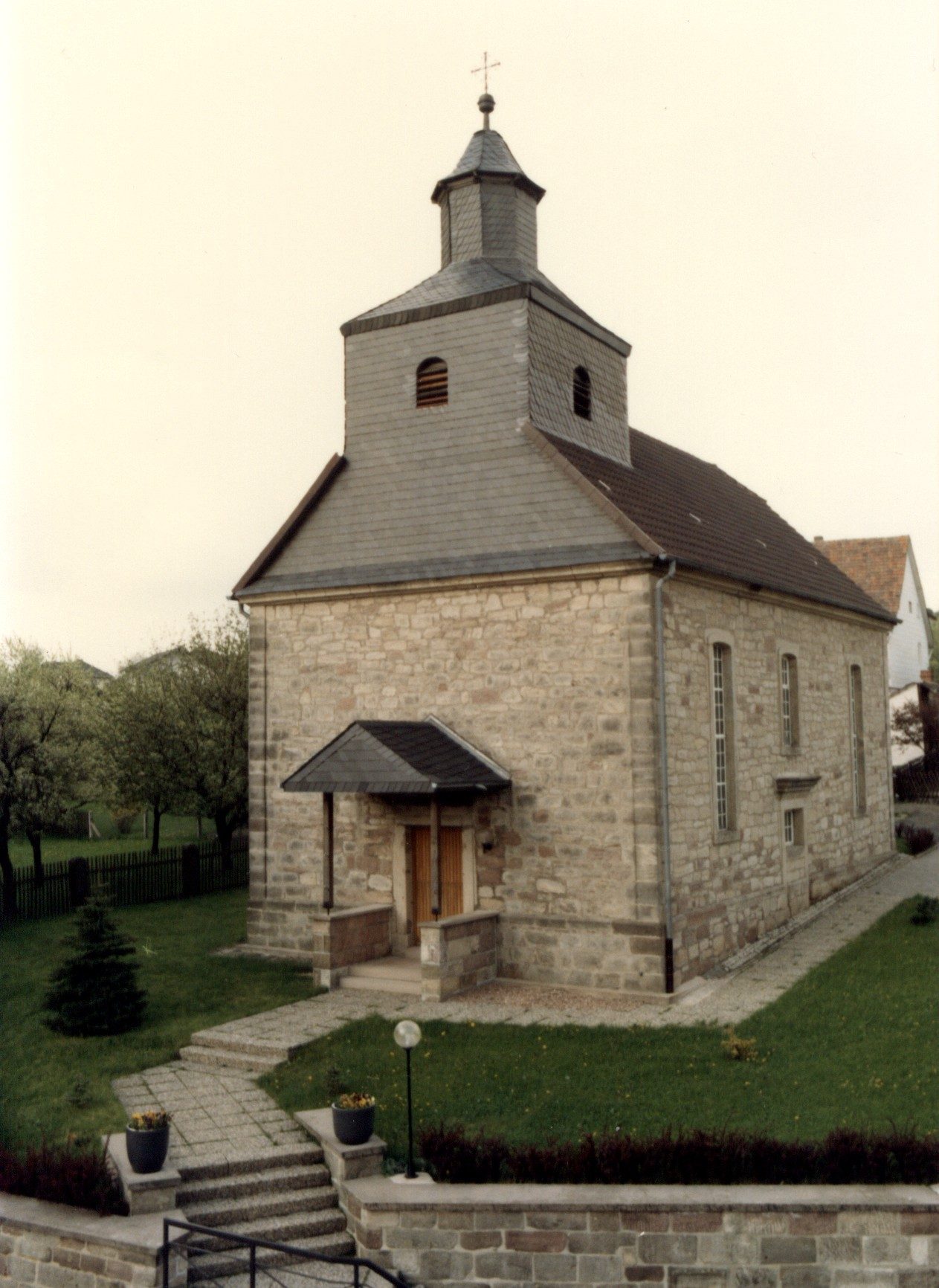
Ev. Kirche Epterode

Über die Kinder- und Jugendjahre, vor allem die Schul- und Ausbildungszeit, liegen keine Erkenntnisse vor. Da auch in Epterode die Schulmeister des 18. Jahrhunderts das Organistenamt ausgeübt haben dürften, ist zu vermuten, dass Becker durch den Organistendienst seines Vaters schon in frühen Kinderjahren  zum Orgelspiel auf der Kirchenorgel in Epterode inspiriert wurde. Der Großvater mütterlicherseits betätigte sich als Spielmann, ebenso Nicolaus, Bruder der Mutter und deren Stiefbruder Johannes.
Über seine Musikausbildung gab Becker nach Strieder an, schon in frühen Jahren von verschiedenen Meistern Unterricht in der Musik, zuletzt noch von dem berühmten Kammermusikus Süs in Cassel erhalten zu haben. Hierüber berichtet Carspecken. Danach soll er später vom Landgrafen (wohl Wilhelm VIII.) zur weiteren Ausbildung nach Italien geschickt und dann als Organist auf Konzertreisen gegangen sein. Grundsätzlich erfolgte die Ausbildung der Organisten bis zur Gründung des Landschullehrerseminars am Friedrichsgymnasium in Kassel durch Landgraf Friedrich II., ab 1783 jedoch durch Unterricht der Organisten für einzelne interessierte Schüler.

### Lehrer und Organistentätigkeiten
Beckers Angaben zufolge kam er als 23-Jähriger im Jahr 1749 bey die Schule in Harmuthsachsen, wo Er aber nur 9 Monate, bis in den August 1750 stand. Neben seiner Tätigkeit als Lehrer war er hier auch Organist. Von Harmuthsachsen aus ging er nach (Kassel)-Bettenhausen und übernahm dort die Schul- und Organistenstelle. Hier lernte er wohl auch seine spätere Frau, die jüngste Tochter von Andreas Becker, „Herrschaftlicher Papiermacher in der Papiermühle beym Messingshoff“, Annen Margarethen, kennen, die er am 20. Januar 1752 in Kassel-Bettenhausen ehelichte.
1759–1764 war er Lehrer  bey der deutschen Klasse der Stadtschule oder dem nunmehrigen Lyceo in Cassel. 1761 erhielt er eine Stadt-Organistenstelle bei der St. Martins- und der Altstädter Kirche, wo er auch seit 1768 zufolge eines besonderen Auftrags, die Kirchenmusik mit eigenen Kompositionen und einer treffenden Einrichtung bis hierhin besorgt. 1763 lieferte er als Stadtorganist den Entwurf einer Disposition für die Orgel der katholischen Schlosskapelle.
1764 wurde er Fürstlicher Pagen-, Schreib- und Rechenmeister gegen einen jährlichen geringen Gehalt à 60 rt. 1766 war er Schreib- und Rechenmeister beim Collegio Carolino. 1767 wurde die große Orgel in der Martinskirche unter seiner Aufsicht repariert und im Prospekt verändert, ebenso die Orgeln in der Altstädter bzw. Brüderkirche in den Jahren 1768–1769.

### Eltern

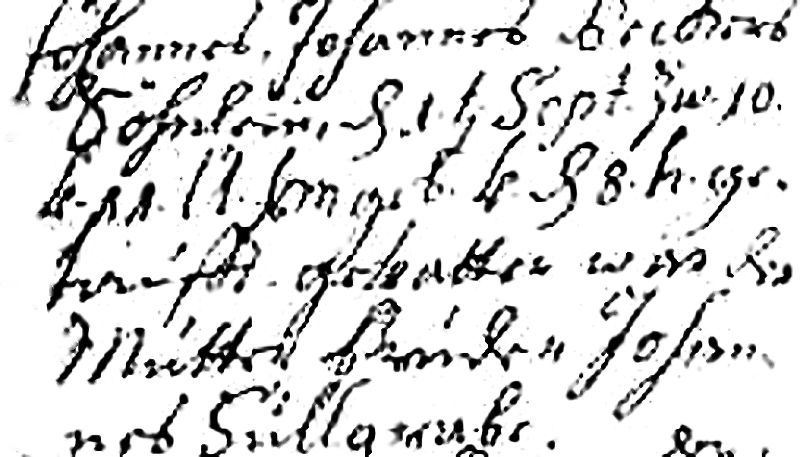
Taufeintrag Jhs. Becker

Sein Vater war der Schulmeister Johannes Becker (* 14. Juli 1687 (err.), Geburtsort nicht bekannt), der in Epterode lebte und dort am 14. November 1773 verstarb. Johannes Becker heiratete in Epterode wohl am 4. Dezember 1724 Dorothea Elisabetha Fülgrabe (auch Füllgraf oder Vollgrabe), die etwa am 16. Juni 1702 im gleichen Ort geboren wurde und vermutlich 1773 in Kassel verstarb. Neben ihrem Sohn Johannes Becker hatten sie noch ein zweites Kind. Die am 31. Januar 1736 in Epterode geborene Dorothea Elisabeth verstarb allerdings schon früh am 18. Juni 1741, ebenso in Epterode.

### Ehefrauen
? Anna Margaretha Becker, * 19. Juni 1736 (err.) in Bettenhausen, † 26. Juni 1810 Bettenhausen, evang., Tochter von Andreas Becker (1714–1747), Papiermacher in Bettenhausen, Papiermühle beym Messinghoff, Geburtsjahr nicht bekannt, angebl. 1717 v. Oberaula zugezogen, † 20. Juni 1747 in Bettenhausen, ? 3. Januar 1726 in Bettenhausen mit Johanna Magdalene von Dorn, Geburtsjahr und -ort nicht bekannt, † 6. Juli 1762 Bettenhausen.

### Kinder
1. Johannes, * 18. November 1752, Zwillinge, † November 1752.
2. George, * 18. November 1752, † November 1752.
3. Heinrich (?), * um 1761, imm. Marburg am 22. Oktober 1779 als Casselis Hassus[12].

### Zeittafel
- 1768: Auftrag von neuen Kompositionen für die evangelische Kirchenmusik im Schloss[13].
- 1769/1770: Erstellung eines neuen reformierten Gesangbuches mit 35 eigenen Melodien[7].
- 1770: Bestallung zum Hoforganisten, Instrumentalisten über alle herrschaftlichen Instrumente und Ernennung zum Jahressalär von 250 Thlr.[9] In vorkommenden Fällen mußte Er hierneben bey der Fürstl. Kammermusik die Stelle des Kapellmeisters versehen, und als derselbe in Pension gesetzt wurde, hatte Er in der Kammermusik, bey den italienischen und französischen Opern und Operetten die Begleitung mit dem Flügel ganz allein, bis mit dem Absterben Landgrafen Friedrichs II. die ganze Kapelle aufhörte[14].

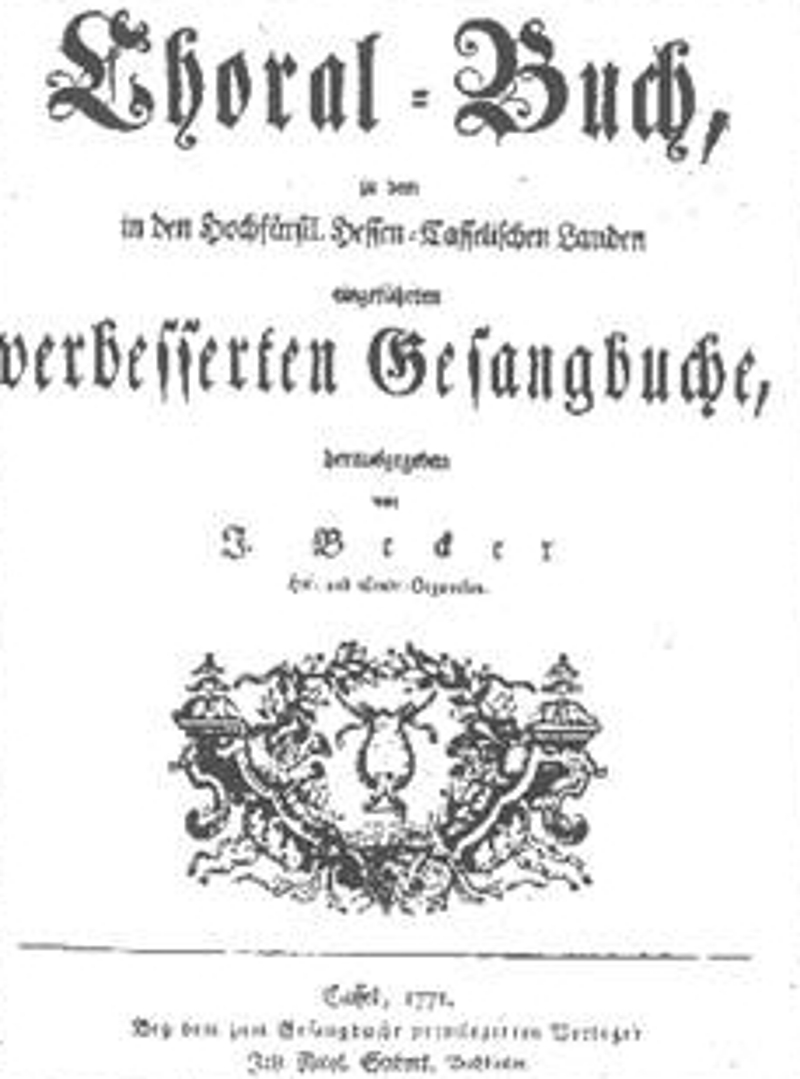
Choralbuch von 1771

- 1771: Entwurf einer Disposition für die neue Orgel der Magdalenenkirche[15]. Zu dieser Zeit ist Becker Organist bei der Hofgemeinde, der reformierten Schlosskirche Kassel[8]. Nach Hocke waren bisher von diesem Choralbuch bisher nur noch sechs Exemplare bekannt. Zwei davon befinden sich im Britischen Museum in London, die übrigen vier stehen in verschiedenen deutschen  Bibliotheken, aber kein einziges davon befand sich mehr in Kurhessen! Das nunmehr siebte bekannte Exemplar wurde zufällig im Pfarrhaus Harmuthsachsen gefunden. Ein weiteres Exemplar dieses vierstimmigen [verschollenen] Choralbuches befand sich lt. Inventarium der Kastenrechnung 1805 noch in der Kirche Epterode[16].
- 1772: Ernennung zum Orgelrevisor des  Konsistoriums in Kassel (neue Funktion in der hessischen Orgelpflege)[17].
- 1773: Erstellung einer Instruction für die Organisten, besonders auf dem Lande, wie sie die Orgeln zu tractiren auch für deren Erhaltung und Stimmung zu sorgen haben[18][19][20].
- 1774: Erstellung einer Disposition für die neue Orgel in der katholischen Kapelle am Friedrichsplatz[21].
- 1778: Erstellung von zwei Kompositionen für das Wasserorgelwerk Friedrich II. auf dem Carlsberg und einer Marschkomposition die fürstliche Harfenuhr[22][23].
- 1785 Auflösung der Hofkapelle, Becker 1786 aber noch als Hoforganist geführt[8].
- 1786 einige Monate Klavierunterricht bei den Prinzessinnen Friderike und Caroline von Hessen-Cassel[14].
- 1787–1815 werden keine Organisten angegeben. Becker versah aber noch Dienst[10].
- 1796: Begutachtung der sehr schlechten Orgel in Großalmerode. Darin führt er aus, dass dem eingeschickten Überschlag (Vorschlag) des Orgelmachers Hansen keinen großen Beyfall fände und nicht gefolgt werden solle. Stattdessen schlägt er vor, das ganze vom Orgelbauer Wilhelm allhier recht untersuchen zu lassen[24].
- 1800: Ernennung zum Musikdirektor[18][25].

Gerade im Alter von 74 Jahren in Gnaden zum Musikdirektor ernannt, bewirbt sich Conrad Herstell, langjähriger Schüler von Becker, aus Dankbarkeit seinem ehemaligen Lehrer gegenüber um unentgeltliche Unterstützung; allerdings – wie in einem behördlichen Randvermerk notiert – mit der Hoffnung der Nachfolge. Einiges spricht dafür, dass Herstells Antrag im Einvernehmen mit Becker erfolgte, der dann nach Aufforderung zur Stellungnahme am 27. November 1800 u. a. ausführt: ...berichte ich in Unterthänigkeit, was den ersten Punct betrifft, daß ich vor 3 Monathen, mein 74tes Lebensjahr beschlossen habe, doch noch so viel vermag, meine Obliegenheiten zu erfüllen, ob ich gleichwohl die Last des Alters fühle, deswegen den Herstell als Adjunctus zu haben wünsche. Ebenso bewirbt sich Wilhelm Wiffel, ein pensionierter Hofmusikus mit folgenden Worten: Da nun der Hoforganist Becker ein alter und sehr schwächlicher Mann – und ohnmöglich länger dieser Stelle ohne einen Gehülfen vorzusehen im Stande ist. So habe ich Ewr.[Euer] Hochfürstl. Durchl[auch]t in tiefster Unterwürfigkeit bitten wollen: mir die Adjunction cum Spehuccendendi auf die Hoforganisten Stelle gn[ädig]st zu ertheilen.
Nach Hocke und Strieder waren Beckers Schüler auch der Kasseler Opernkomponist Georg Christoph Grosheim (1774–1841) und der mit Beethoven bekannte und von diesem geschätzte Christian Kalkbrenner (1755–1806).
- 1804: Herstell, dem die Funktion eines adjung. Hoforganisten übertragen wurde, übte diesen Dienst nur knappe vier Jahre aus, denn am 1. Juli 1804 teilte er im Nahmen der hinterlaßenen Wittwe dem Kurfürstlichen Hof-Marschallamt mit[9]: Da der Musik-Direktor Becker heute Vormittag zwischen 6 und 7 Uhr mit Tode abgegangen, so habe solches hiermit unterthänig anzuzeigen nicht verfehlen wollen. Schon zwei Tage später ernennt Kurfürst Wilhelm Conrad Herstell zum Nachfolger.